# (1731) Smuts
(1731) Smuts – planetoida z pasa głównego asteroid okrążająca Słońce w ciągu 5 lat i 238 dni w średniej odległości 3,17 au. Została odkryta 9 sierpnia 1948 roku w Union Observatory w Johannesburgu przez Ernesta Johnsona. Nazwa planetoidy pochodzi od Jana Smutsa (1870-1950), premiera Związku Południowej Afryki. Przed nadaniem nazwy planetoida nosiła oznaczenie tymczasowe (1731) 1948 PH.